# Apalpostoma cinereum
Apalpostoma cinereum là một loài ruồi trong họ Tachinidae.